# Miramar Beach
Miramar Beach é uma Região censo-designada localizada no estado americano de Flórida, no Condado de Walton.

## Demografia
Segundo o censo americano de 2000, a sua população era de 2435 habitantes.

## Geografia
De acordo com o United States Census Bureau tem uma área de
12,2 km², dos quais 11,9 km² cobertos por terra e 0,3 km² cobertos por água. Miramar Beach localiza-se a aproximadamente 6 m acima do nível do mar.

## Localidades na vizinhança
O diagrama seguinte representa as localidades num raio de 24 km ao redor de Miramar Beach.